# فرمانده شیپورچیان
فرمانده شیپورچیان رمانی از توماس هاردی است که در سال ۱۸۸۰ منتشر شد. گلناز مدرسی قوامی این رمان را به فارسی ترجمه کرده‌است.